# Tempietto de Bramante

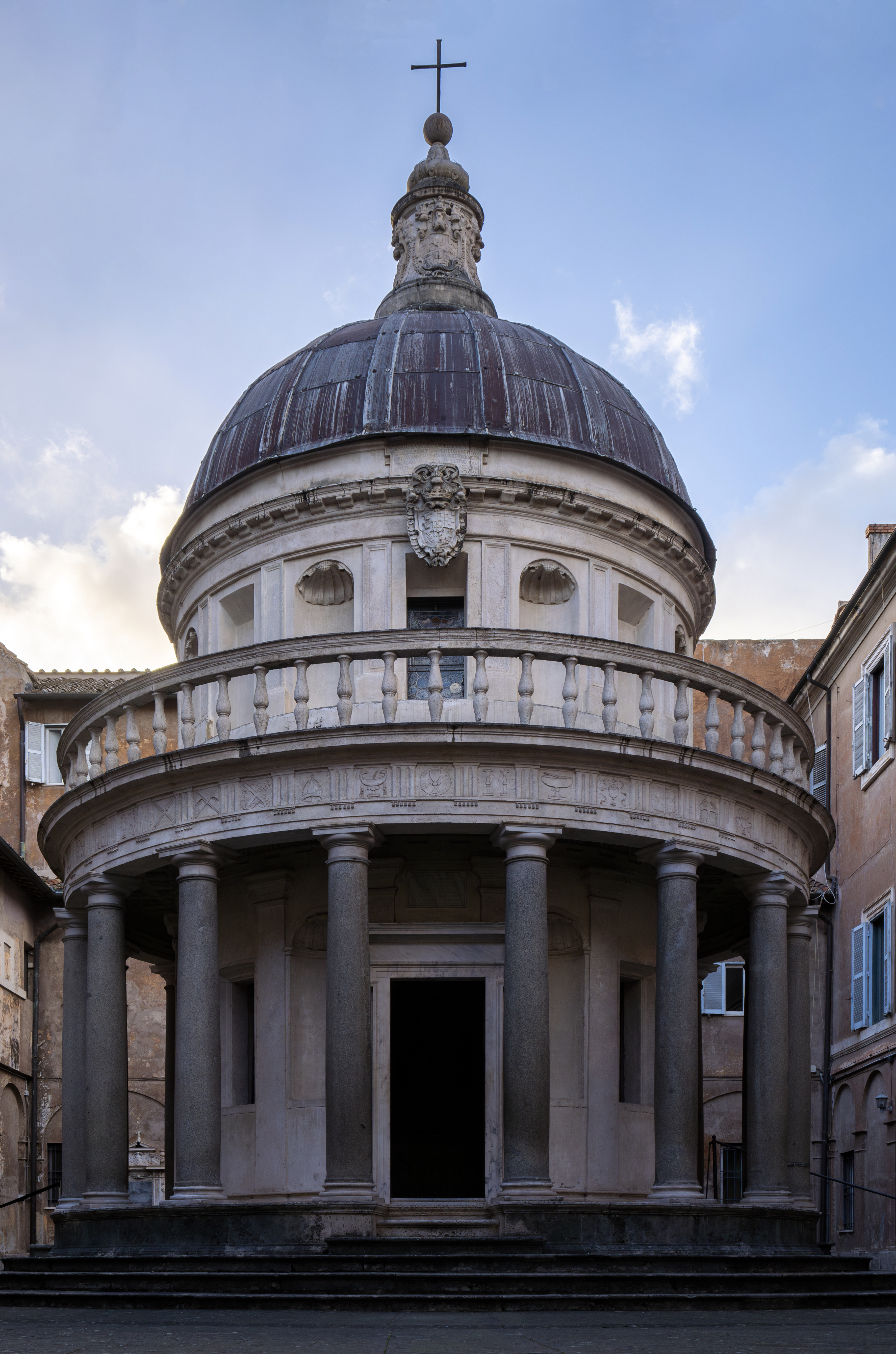
O Tempietto de Bramante

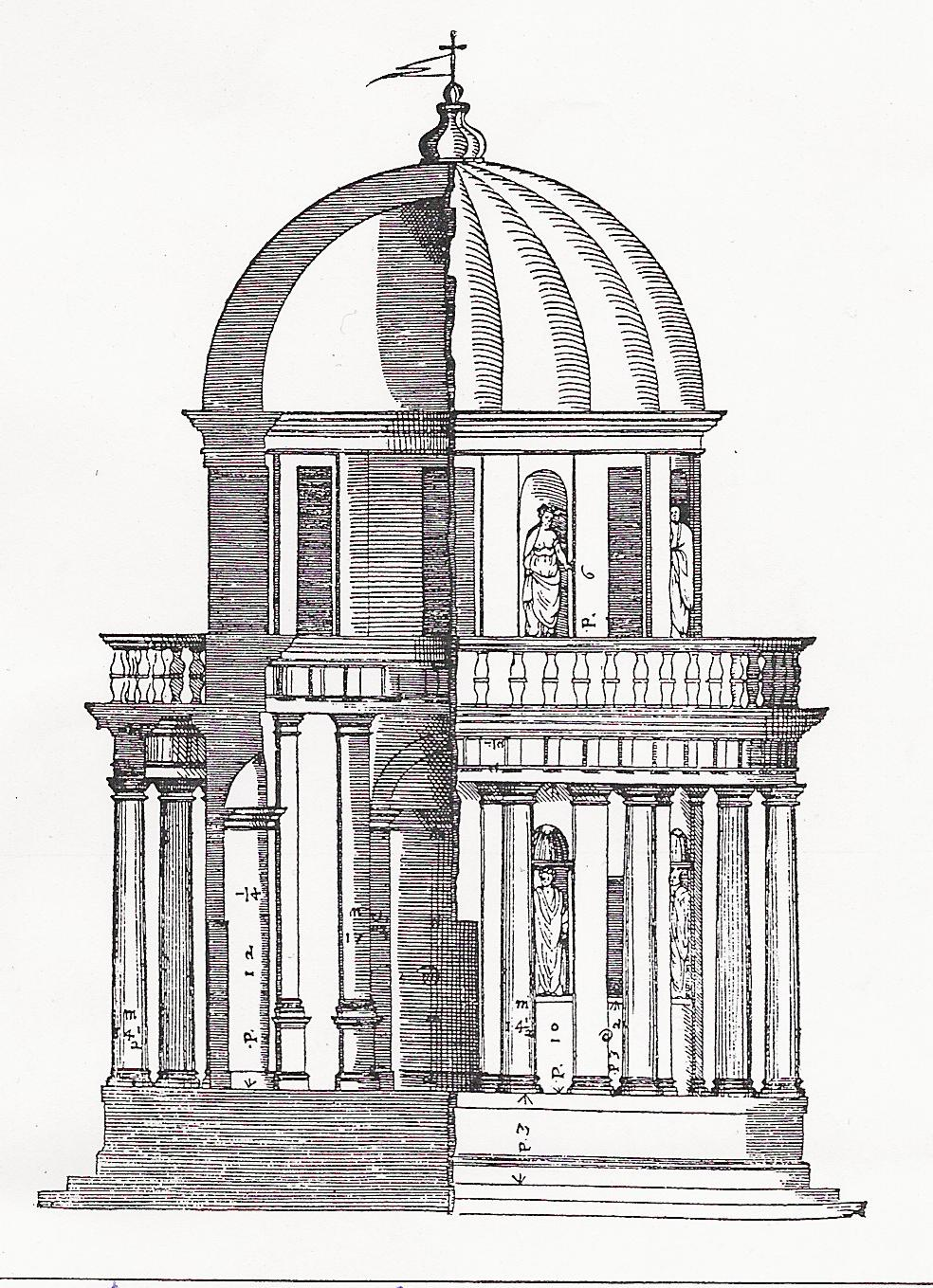
O Tempietto em Quattro Libri de Andrea Palladio (xilogravura, 1570)

O Tempietto (lit.  "pequeno templo", "templete") é um pequeno túmulo comemorativo (martyrium) projetado por Donato Bramante, para marcar o local da crucificação de São Pedro. Foi possivelmente construído em 1502 e localiza-se no centro de um dos pátios de San Pietro in Montorio, em Roma, Itália. Encomendado por Fernando e Isabel da Espanha, o Tempietto é considerado uma obra-prima da arquitetura do Alto Renascimento italiano.
Depois de passar seus primeiros anos em Milão, Bramante mudou-se para Roma, onde foi reconhecido pelo Cardeal Giuliano della Rovere, o futuro Papa Júlio II . É considerado um dos exemplos mais significativos da arquitectura renascentista , da qual exemplifica alguns dos temas fundamentais, como a planta central, o renascimento da arquitectura romana antiga e a investigação proporcional e geométrica na relação entre as partes. Em Roma, Bramante pôde estudar os monumentos antigos em primeira mão. O templo de Vesta em Tivoli foi um dos precedentes do Tempietto . Outros precedentes antigos que Bramante pôde estudar em Roma incluem o templo circular às margens do Tibre, o Templo de Hércules Victor, que na época se acreditava ser um templo de Vesta. No entanto, igrejas circulares já eram utilizadas pelos primeiros cristãos para martírios, como a igreja de Santa Costanza, também em Roma. Bramante estaria ciente desses primeiros precedentes cristãos e, como resultado, o Tempietto é circular.
O Tempietto é um dos edifícios mais harmoniosos do Renascimento. O templo foi construído com suporte de alvenaria. O templo circular sustenta um entablamento clássico e foi emoldurado pelo arco sombrio do claustro . É o exemplo mais antigo da ordem toscana no Renascimento. O toscano é uma forma da ordem dórica, adequada para deuses masculinos fortes (como Hércules ), sendo portanto o toscano apropriado para São Pedro. A intenção é marcar o local exato tradicional do martírio de São Pedro e é um importante precursor da reconstrução de São Pedro por Bramante.
Dadas todas as transformações que se seguiram na Roma renascentista e barroca, é difícil hoje em dia imaginar o impacto que este edifício teve no início do século XVI. É quase uma peça de escultura, pois tem pouca utilidade arquitetónica. O edifício refletia muito o estilo de Brunelleschi. De proporções perfeitas, é composto por esbeltas colunas toscanas, um entablamento dórico inspirado no antigo Teatro de Marcelo e uma cúpula. Bramante planeou cercar o edifício com anéis concêntricos de colunatas, cujas colunas seriam alinhadas radialmente às do Tempietto, mas esse projeto nunca foi executado.

## História
A construção foi encomendada a Bramante pelos reis católicos da Espanha Isabel I de Castela  e Fernando II de Aragão como dissolução de um voto. Posteriormente, uma congregação espanhola esteve presente no complexo conventual e ainda hoje parte dos edifícios que rodeiam o templo albergam a Academia Espanhola . Talvez tenha sido projectado em 1502 , mas existem algumas dúvidas quanto aos anos de concepção e construção, pois alguns, na ausência de documentação, propõem adiar a datação para cerca de 1510 , fazendo com que pareça contemporâneo dos grandes projectos de Bramante . O pequeno edifício deveria celebrar o martírio de São Pedro que, segundo uma tradição bastante tardia, teve lugar no Janículo.
Desde a sua construção a obra teve grande sucesso crítico: Serlio  e Palladio  consideraram-na digna de aparecer ao lado das obras dos antigos e influenciou direta ou indiretamente muitas obras arquitetónicas subsequentes; Vasari retrata a obra num afresco na Sala Régia e Palladio.
No século XVII a construção sofreu algumas alterações, que incluíram o ligeiro levantamento da cúpula, a modificação da lanterna e a construção de escadas de acesso à cripta. Em 2006, uma intervenção de arte pública foi criada pela primeira vez pelo Elastic Group of Artistic Research realizando uma intervenção de renascimento digital.

## Descrição
O pequeno templo, monóptero e peripteral, tem corpo cilíndrico, que constitui a cela do templo, cuja alvenaria é escavada por nichos invulgarmente profundos, decorados com conchas, e pontuados por pilastras como projeção geométrica das colunas do peristilo. O edifício está, de facto, rodeado por uma colunata toscana elevada em degraus; Ao longo das 16 colunas corre um entablamento de acordo com as indicações que Vitrúvio deu para a ordem dórica, com um friso decorado com tríglifos e métopas. As colunas são de granito cinza ; os demais integrantes são em travertino . O teto do deambulatório é decorado com caixotões.
O interior da cela tem diâmetro aproximado de 4,5 m; mais um “ naos ” do que um espaço dedicado a funções litúrgicas; um lugar puramente simbólico e comemorativo. A forma cilíndrica é um tanto transformada por nichos altos e profundos , quatro dos quais abrigam pequenas estátuas dos evangelistas. No altar há uma estátua de São Pedro feita por um lombardo anônimo. O piso é em ladrilhos de mármore policromado, de estilo cosmatesco , objecto de um particular renascer no final do século XV.
O espaço é coberto por uma cúpula , desenhada em conglomerado de cimento (à maneira dos antigos) e assente num tambor decorado com pilastras que continuam as do registo inferior, mas desprovidas dos atributos da ordem arquitectónica. O revestimento em chumbo , provavelmente presente desde a construção, foi restaurado no século XX , pois tinha sido substituído por telhas de tijolo no século XIX .
De acordo com as plantas iniciais, o pequeno templo deveria ter sido inserido no centro de um pátio circular não construído (o actual tem forma quadrangular), de modo a evidenciar a perfeita simetria da estrutura e sublinhar a centralidade do templo cuja estrutura irradiava-se para o pátio, projetando as 16 colunas noutras 16 para formar um pórtico circular, como podemos ver numa reconstrução de Serlio . Este projeto original teria permitido que o pequeno templo fosse visto apenas de uma posição bastante próxima, conferindo ao pequeno edifício uma aparência muito mais imponente e maciça, de acordo com pesquisas precisas de perspectiva.
A construção situa-se sobre uma cripta circular, provável remanescente de um edifício preexistente, cujo centro indica o local onde teria sido plantada a cruz do martírio, que se tornou o eixo ideal de toda a construção. Esta cripta talvez tenha sido considerada na época de Bramante como os restos do Tropeion Petri , a pequena capela ou monumento ao qual, segundo os testemunhos do século II  e a tradição, foi confiada a memória do sepultamento de São Pedro ou do martírio. O acesso à cripta é feito por escadas externas construídas no século XVII ; originalmente havia apenas uma pequena escada atrás do altar.